# Bred dyklöpare
Bred dyklöpare (Oodes helopioides) är en skalbaggsart som först beskrevs av Fabricius 1792.  Bred dyklöpare ingår i släktet Oodes, och familjen jordlöpare. Arten är reproducerande i Sverige.

## Bildgalleri

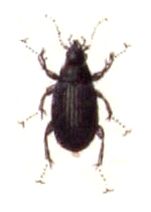
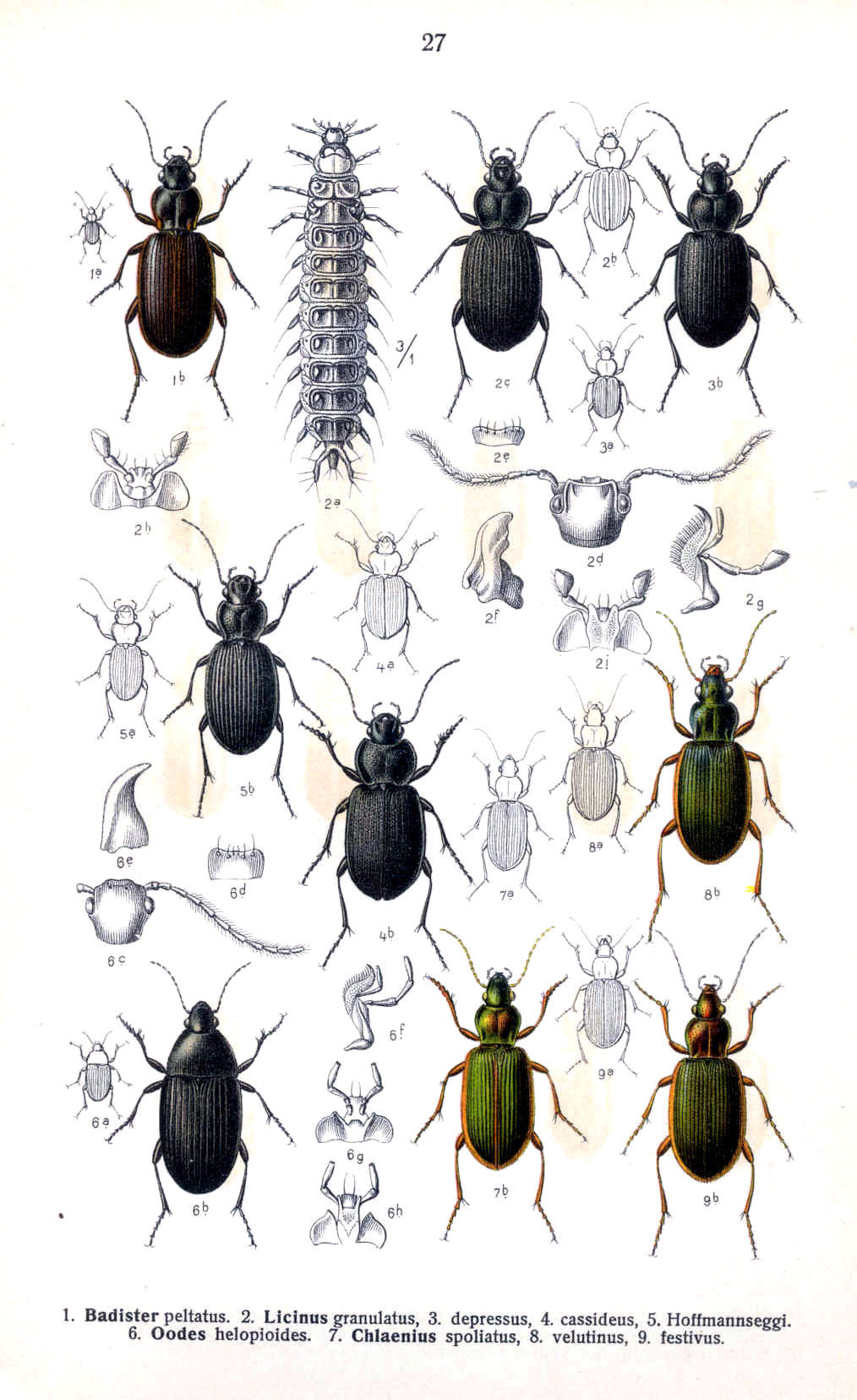